# تصفيات بطولة آسيا تحت 19 سنة لكرة القدم 2012
أقيمت التصفيات من كأس آسيا للشباب 2012 في الفترة من 25 أكتوبر ولغاية 10 نوفمبر 2011.

## النظام
شهدت التصفيات مشاركة 39 منتخباً تم تقسيمهم حسب منطقتين هما غرب آسيا (23 منتخباً) وشرق آسيا (16 منتخب). وتم تصنيف الفرق في كل منطقة بحسب النتائج التي حققتها في تصفيات ونهائيات النسخة الماضية من البطولة والتي أقيمت في الصين عام 2010.
وتم خلال القرعة توزيع الفرق المشاركة على سبع مجموعات تتكون من خمسة أو ستة منتخبات، وبحيث أقيمت منافسات كل مجموعة بنظام الدوري المجزأ من مرحلة واحدة، وبطريقة التجمع في دولة واحدة. وبحسب نظام البطولة فإن منطقة غرب آسيا ستتكون من أربع مجموعات، تضم ثلاثة فيها ستة فرق، في حين تضم الرابعة خمسة منتخبات. أما في منطقة شرق آسيا فسيكون هنالك ثلاث مجموعات، تضم إحداها ستة منتخبات في حين تضم المجموعتين الأخرى ين خمسة منتخبات. ويتأهل أول فريقين من كل مجموعة مباشرة إلى النهائيات، وذلك إلى جانب أفضل فريق يحتل المركز الثالث عن منطقة غرب آسيا، وأفضل فريق يحتل المركز الثالث عن منطقة شرق آسيا. وبحيث يكون في النهائيات تسعة فرق من غرب آسيا وسبعة من الشرق.

## التصنيف
أجريت قرعة تصفيات بطولة الاتحاد الآسيوي تحت 19 سنة 2012 في مقر الاتحاد الآسيوي يوم 30 مارس، 2011.
| غرب آسيا (مصنفون من الأول إلى ثاني والعشرون) | شرق آسيا (مصنفون من الأول إلى السابع عشر) |
| --- | --- |
| 1. السعودية 2. أوزبكستان 3. الإمارات العربية المتحدة 4. البحرين 5. سوريا 6. إيران 7. الأردن 8. العراق 9. اليمن 10. عمان 11. طاجيكستان 12. باكستان 13. قطر 14. فلسطين 15. الهند 16. بنغلاديش 17. الكويت 18. نيبال 19. أفغانستان 20. بوتان 21. لبنان 22. المالديف 23. تركمانستان | 1. كوريا الشمالية 2. أستراليا 3. كوريا الجنوبية 4. اليابان 5. الصين 6. فيتنام 7. تايلاند 8. إندونيسيا 9. ماليزيا 10. هونغ كونغ 11. ميانمار 12. سنغافورة 13. ماكاو 14. غوام 15. لاوس 16. تايبيه الصينية |

- بروناي – موقوف

اختارت خمسة منتخبات عدم المشاركة في هذه النسخة:  كمبوديا،  قرغيزستان،  منغوليا،  الفلبين،  سريلانكا و  تيمور الشرقية.
 نيبال وضعت في المجموعة 1 ولكن انسحبت.
 أفغانستان وضعت في المجموعة 3 ولكن انسحبت.
 هونغ كونغ وضعت في المجموعة 5 ولكن انسحبت.

## المجموعات

### المجموعة أ
| م | الفريق       | لعب | ف | ت | خ | أ.له | أ.ع | أ.ف | نقاط | التأهل            |
| - | ------------ | --- | - | - | - | ---- | --- | --- | ---- | ----------------- |
| 1 | العراق       | 4   | 4 | 0 | 0 | 22   | 3   | +19 | 12   | المسابقة النهائية |
| 2 | السعودية     | 4   | 3 | 0 | 1 | 21   | 3   | +18 | 9    | المسابقة النهائية |
| 3 | عمان         | 4   | 2 | 0 | 2 | 6    | 8   | −2  | 6    |                   |
| 4 | بنغلاديش (H) | 4   | 1 | 0 | 3 | 3    | 11  | −8  | 3    |                   |
| 5 | المالديف     | 4   | 0 | 0 | 4 | 0    | 27  | −27 | 0    |                   |

| عمان | 0–4   | السعودية                                                   |
| ---- | ----- | ---------------------------------------------------------- |
|      | تقرير | صالح خالد الشهري 43'، 75' · Al Safari 64' · مصطفى بصاص 90' |

| بنغلاديش                                   | 3–0   | المالديف |
| ------------------------------------------ | ----- | -------- |
| محمد مسعود رانا 11'، 24' · Abdul Malek 70' | تقرير |          |

| عمان                                                                   | 4–0   | المالديف |
| ---------------------------------------------------------------------- | ----- | -------- |
| خالد الهاجري 30' · حاتم الحمحمي 41' (ركلة.) · Nasib 47' · Al Habsi 86' | تقرير |          |

| العراق                                                                                          | 6–0   | بنغلاديش |
| ----------------------------------------------------------------------------------------------- | ----- | -------- |
| ضرغام إسماعيل 10' (ركلة.) · علي قاسم 22' · علي عدنان 53' · مهند عبد الرحيم 72' · Fendi 85'، 86' | تقرير |          |

| المالديف | 0–9   | العراق |
| -------- | ----- | --- |
|          | تقرير | Meteab 4'، 90+2' · Shwkan 7' · مهند عبد الرحيم 24'، 57' · Fendi 33' · ضرغام إسماعيل 66'، 86' · مهدي كامل 77' |

| السعودية                                                   | 4–0   | بنغلاديش |
| ---------------------------------------------------------- | ----- | -------- |
| فهد المولد 13'، 45+1' · صالح خالد الشهري 32' · Mobarki 80' | تقرير |          |

| المالديف | 0–11  | السعودية |
| -------- | ----- | --- |
|          | تقرير | علي الزبيدي 3'، 28' · Mobarki 14'، 21' · صالح خالد الشهري 40'، 56'، 65' · مد الله العليان 58'، 63' · فهد المولد 60' · عبد الفتاح عسيري 69' |

| العراق                                           | 4–1                | عمان             |
| ------------------------------------------------ | ------------------ | ---------------- |
| مهدي كامل 12' · علي قاسم 17'، 77' · Hantoosh 22' | تقرير[وصلة مكسورة] | سعود الفارسي 47' |

| السعودية                               | 2–3   | العراق                             |
| -------------------------------------- | ----- | ---------------------------------- |
| صالح خالد الشهري 15' · محمد مادو 45+1' | تقرير | Shwkan 9'، 71' · ضرغام إسماعيل 38' |

| عمان                     | 1–0   | بنغلاديش |
| ------------------------ | ----- | -------- |
| حاتم الحمحمي 21' (ركلة.) | تقرير |          |

### المجموعة ب
| م | الفريق    | لعب | ف | ت | خ | أ.له | أ.ع | أ.ف | نقاط | التأهل            |
| - | --------- | --- | - | - | - | ---- | --- | --- | ---- | ----------------- |
| 1 | قطر (H)   | 5   | 3 | 1 | 1 | 9    | 3   | +6  | 10   | المسابقة النهائية |
| 2 | الكويت    | 5   | 3 | 1 | 1 | 3    | 1   | +2  | 10   | المسابقة النهائية |
| 3 | الأردن    | 5   | 3 | 1 | 1 | 11   | 2   | +9  | 10   | المسابقة النهائية |
| 4 | البحرين   | 5   | 2 | 1 | 2 | 7    | 6   | +1  | 7    |                   |
| 5 | طاجيكستان | 5   | 2 | 0 | 3 | 10   | 11  | −1  | 6    |                   |
| 6 | بوتان     | 5   | 0 | 0 | 5 | 0    | 17  | −17 | 0    |                   |

| طاجيكستان | 0–4                | البحرين                                        |
| --------- | ------------------ | ---------------------------------------------- |
|           | تقرير[وصلة مكسورة] | Suliman 45' · علي جمال 51'، 59' · Muthanna 66' |

| الأردن | 0–1                | الكويت       |
| ------ | ------------------ | ------------ |
|        | تقرير[وصلة مكسورة] | Al-Fahad 70' |

| قطر                                                     | 3–0   | بوتان |
| ------------------------------------------------------- | ----- | ----- |
| سلطان الكواري 63' · سعود الخلاقي 73' · صالح اليزيدي 84' | تقرير |       |

| البحرين | 0–0                | الكويت |
| ------- | ------------------ | ------ |
|         | تقرير[وصلة مكسورة] |        |

| طاجيكستان                                                                 | 6–0   | بوتان |
| ------------------------------------------------------------------------- | ----- | ----- |
| Sharipov 20' · فيروز رحمتوف 73' · Saidov 81'، 83'، 85' · شوكت خوتام 90+3' | تقرير |       |

| الأردن | 0–0   | قطر |
| ------ | ----- | --- |
|        | تقرير |     |

| الكويت         | 1–0   | طاجيكستان |
| -------------- | ----- | --------- |
| Al Qabandi 82' | تقرير |           |

| بوتان | 0–4   | الأردن                                                       |
| ----- | ----- | ------------------------------------------------------------ |
|       | تقرير | أحمد سريوة 9' · ليث البشتاوي 19'، 61' · سمير رجا 54' (ركلة.) |

| البحرين | 0–3   | قطر                                 |
| ------- | ----- | ----------------------------------- |
|         | تقرير | صالح اليزيدي 22'، 40' · Barakat 87' |

| قطر             | 1–0   | الكويت |
| --------------- | ----- | ------ |
| سعود الخلاقي 7' | تقرير |        |

| الأردن                                     | 4–1   | طاجيكستان        |
| ------------------------------------------ | ----- | ---------------- |
| ليث البشتاوي 6'، 61' · أحمد سريوة 19'، 71' | تقرير | فيروز رحمتوف 65' |

| بوتان | 0–3   | البحرين                                                    |
| ----- | ----- | ---------------------------------------------------------- |
|       | تقرير | علي جمال 29' · Salman 30' · عبد الله يوسف هلال 45' (ركلة.) |

| الكويت       | 1–0   | بوتان |
| ------------ | ----- | ----- |
| Al-Fahad 50' | تقرير |       |

| البحرين | 0–3   | الأردن                                            |
| ------- | ----- | ------------------------------------------------- |
|         | تقرير | معاذ محمود 23' · أحمد سريوة 34' · محمد العملة 61' |

| طاجيكستان                              | 3–2   | قطر                                    |
| -------------------------------------- | ----- | -------------------------------------- |
| شوكت خوتام 19'، 49' · فيروز رحمتوف 83' | تقرير | سلطان الكواري 34' · سعود الخلاقي 90+3' |

### المجموعة ج
| م | الفريق     | لعب | ف | ت | خ | أ.له | أ.ع | أ.ف | نقاط | التأهل            |
| - | ---------- | --- | - | - | - | ---- | --- | --- | ---- | ----------------- |
| 1 | إيران (H)  | 4   | 4 | 0 | 0 | 14   | 0   | +14 | 12   | المسابقة النهائية |
| 2 | أوزبكستان  | 4   | 3 | 0 | 1 | 7    | 4   | +3  | 9    | المسابقة النهائية |
| 3 | الهند      | 4   | 1 | 0 | 3 | 5    | 8   | −3  | 3    |                   |
| 4 | تركمانستان | 4   | 1 | 0 | 3 | 4    | 10  | −6  | 3    |                   |
| 5 | باكستان    | 4   | 1 | 0 | 3 | 3    | 11  | −8  | 3    |                   |

| باكستان | 0–3   | أوزبكستان                 |
| ------- | ----- | ------------------------- |
|         | تقرير | Makhstaliev 22'، 25'، 34' |

| الهند                                             | 3–1                | تركمانستان  |
| ------------------------------------------------- | ------------------ | ----------- |
| براندون فيرنانديز 39' · مالساومفيلا 60' · Das 82' | تقرير[وصلة مكسورة] | Myradov 58' |

| باكستان    | 1–2   | تركمانستان                              |
| ---------- | ----- | --------------------------------------- |
| Naveed 24' | تقرير | ديدار دوردييف 60' (ركلة.) · Saparov 69' |

| إيران                                            | 3–0                | الهند |
| ------------------------------------------------ | ------------------ | ----- |
| أحمد عبد الله زاده 8' · علي رضا جهانبخش 67'، 81' | تقرير[وصلة مكسورة] |       |

| أوزبكستان               | 2–1   | الهند      |
| ----------------------- | ----- | ---------- |
| فلاديمير كوزاك 32'، 88' | تقرير | Halder 60' |

| تركمانستان | 0–4   | إيران                                                       |
| ---------- | ----- | ----------------------------------------------------------- |
|            | تقرير | علي رضا جهانبخش 25' · Jahankohan 61' · سردار آزمون 74'، 81' |

| تركمانستان  | 1–2   | أوزبكستان                         |
| ----------- | ----- | --------------------------------- |
| Myradov 40' | تقرير | Makhstaliev 48' · Abdumuminov 81' |

| إيران                                                                           | 5–0   | باكستان |
| ------------------------------------------------------------------------------- | ----- | ------- |
| Eskandari 3' · علي رضا جهانبخش 14' (ركلة.)، 59' · بيهنام بارزاوي 19' · Zare 88' | تقرير |         |

| باكستان         | 2–1   | الهند     |
| --------------- | ----- | --------- |
| Rehman 32'، 43' | تقرير | Singh 55' |

| أوزبكستان | 0–2   | إيران                                    |
| --------- | ----- | ---------------------------------------- |
|           | تقرير | أحمد عبد الله زاده 24' · سردار آزمون 57' |

### المجموعة د
| م | الفريق                       | لعب | ف | ت | خ | أ.له | أ.ع | أ.ف | نقاط | التأهل            |
| - | ---------------------------- | --- | - | - | - | ---- | --- | --- | ---- | ----------------- |
| 1 | سوريا                        | 4   | 4 | 0 | 0 | 10   | 0   | +10 | 12   | المسابقة النهائية |
| 2 | الإمارات العربية المتحدة (H) | 4   | 3 | 0 | 1 | 5    | 2   | +3  | 9    | المسابقة النهائية |
| 3 | لبنان                        | 4   | 2 | 0 | 2 | 3    | 8   | −5  | 6    |                   |
| 4 | اليمن                        | 4   | 1 | 0 | 3 | 4    | 7   | −3  | 3    |                   |
| 5 | فلسطين                       | 4   | 0 | 0 | 4 | 1    | 6   | −5  | 0    |                   |

| اليمن | 0–1   | سوريا         |
| ----- | ----- | ------------- |
|       | تقرير | عمر خربين 75' |

| لبنان         | 1–0   | فلسطين |
| ------------- | ----- | ------ |
| صالح يوسف 34' | تقرير |        |

| فلسطين | 0–1   | الإمارات العربية المتحدة |
| ------ | ----- | ------------------------ |
|        | تقرير | Gharib 90+6'             |

| لبنان                     | 2–1   | اليمن        |
| ------------------------- | ----- | ------------ |
| Mahmoud 41' · Mohamad 76' | تقرير | Mohammed 32' |

| الإمارات العربية المتحدة | 1–0                | لبنان |
| ------------------------ | ------------------ | ----- |
| Al Hammadi 29'           | تقرير[وصلة مكسورة] |       |

| سوريا                                          | 2–0   | فلسطين |
| ---------------------------------------------- | ----- | ------ |
| سامر سالم (لاعب كرة قدم) 18' · خالد المبيض 40' | تقرير |        |

| سوريا                                                                                                 | 6–0   | لبنان |
| --- | ----- | ----- |
| محمود المواس 39' · سامر سالم (لاعب كرة قدم) 57'، 59' · خالد المبيض 77' · حسين جويد 88' · Hafean 90+3' | تقرير |       |

| اليمن                 | 1–3   | الإمارات العربية المتحدة                                  |
| --------------------- | ----- | --------------------------------------------------------- |
| Al-Worafi 64' (ركلة.) | تقرير | Al Mazrouei 23' · Abdulrahman 71' · Al Khoory 82' (ركلة.) |

| فلسطين                  | 1–2   | اليمن                             |
| ----------------------- | ----- | --------------------------------- |
| محمد مراعبة 14' (ركلة.) | تقرير | Ahmed 68' · عبد الواسع المطري 83' |

| الإمارات العربية المتحدة | 0–1                | سوريا                 |
| ------------------------ | ------------------ | --------------------- |
|                          | تقرير[وصلة مكسورة] | حسين جويد 65' (ركلة.) |

### المجموعة ر
| م | الفريق         | لعب | ف | ت | خ | أ.له | أ.ع | أ.ف | نقاط | التأهل            |
| - | -------------- | --- | - | - | - | ---- | --- | --- | ---- | ----------------- |
| 1 | تايلاند (H)    | 4   | 3 | 1 | 0 | 15   | 0   | +15 | 10   | المسابقة النهائية |
| 2 | كوريا الجنوبية | 4   | 3 | 0 | 1 | 25   | 1   | +24 | 9    | المسابقة النهائية |
| 3 | اليابان        | 4   | 2 | 1 | 1 | 31   | 1   | +30 | 7    | المسابقة النهائية |
| 4 | تايبيه الصينية | 4   | 1 | 0 | 3 | 11   | 12  | −1  | 3    |                   |
| 5 | غوام           | 4   | 0 | 0 | 4 | 0    | 68  | −68 | 0    |                   |
| 6 | هونغ كونغ      | 0   | 0 | 0 | 0 | 0    | 0   | 0   | 0    | انسحب             |

| تايلاند             | 1–0                | كوريا الجنوبية |
| ------------------- | ------------------ | -------------- |
| تايتفان بانجشان 57' | تقرير[وصلة مكسورة] |                |

| اليابان | 26–0               | غوام |
| --- | ------------------ | ---- |
| يويا كوبو 2'، 11'، 34'، 36'، 45'، 62'، 72'، 85' · كانتا كوندو 12' · واتارو إندو 22'، 25'، 38' · غاكوتو نوتسودا 28'، 87'، 90+2' (ركلة.) · ريكي هاراكاوا 30'، 40' · أندرو كوماجاي 44' · ريوجي سوغيموتو 50' · شوتو مينامي 53'، 63'، 69'، 69'، 71'، 73'، 90' | تقرير[وصلة مكسورة] |      |

| كوريا الجنوبية | 18–0  | غوام |
| --- | ----- | ---- |
| كيم هيون 9'، 11' · Seong Bong-Jae 16'، 20'، 40'، 50'، 70'، 84' · Do Dong-Hyun 24'، 37'، 66' · كانغ سانغ وو 57'، 59' · Kim Seung-Jun 63'، 83' · Choi Jeong-Yong 73'، 78' · Kim Young-Chan 88' | تقرير |      |

| تايلاند    | 1–0                | تايبيه الصينية |
| ---------- | ------------------ | -------------- |
| Pakorn 80' | تقرير[وصلة مكسورة] |                |

| غوام | 0–13  | تايلاند |
| ---- | ----- | --- |
|      | تقرير | بنيو انبنت 13' · Pakorn 15'، 23'، 60'، 80' · Kasidech 21'، 27' · Suban 45+1'، 67' · Jaturong 50'، 55'، 74' · تشاناتيب سونغكراسين 79' |

| تايبيه الصينية | 0–5   | اليابان                                                                                                |
| -------------- | ----- | --- |
|                | تقرير | يويا كوبو 13' (ركلة.) · ريكي هاراكاوا 23' · ريوجي سوغيموتو 27' · تاكويا إيوانامي 57' · شوتو مينامي 64' |

| تايبيه الصينية | 0–6   | كوريا الجنوبية                                                          |
| -------------- | ----- | ----------------------------------------------------------------------- |
|                | تقرير | Seong Bong-Jae 2'، 51' · مون تشانغ جين 5'، 56' · Heo Yong-Joon 50'، 87' |

| اليابان | 0–0   | تايلاند |
| ------- | ----- | ------- |
|         | تقرير |         |

| غوام | 0–11  | تايبيه الصينية |
| ---- | ----- | --- |
|      | تقرير | Wen Chih-Hao 2'، 15'، 25'، 42' · Ko Yu-Ting 23' · Lin Chien-Hsun 27'، 38'، 49'، 88' · Hsu Heng-Pin 32' · Lee Chun-Chia 80' |

| كوريا الجنوبية    | 1–0                | اليابان |
| ----------------- | ------------------ | ------- |
| مون تشانغ جين 80' | تقرير[وصلة مكسورة] |         |

### المجموعة س
| م | الفريق         | لعب | ف | ت | خ | أ.له | أ.ع | أ.ف | نقاط | التأهل            |
| - | -------------- | --- | - | - | - | ---- | --- | --- | ---- | ----------------- |
| 1 | كوريا الشمالية | 4   | 3 | 1 | 0 | 10   | 3   | +7  | 10   | المسابقة النهائية |
| 2 | فيتنام (H)     | 4   | 1 | 3 | 0 | 8    | 4   | +4  | 6    | المسابقة النهائية |
| 3 | ماليزيا        | 4   | 1 | 2 | 1 | 5    | 5   | 0   | 5    |                   |
| 4 | ميانمار        | 4   | 0 | 3 | 1 | 4    | 6   | −2  | 3    |                   |
| 5 | لاوس           | 4   | 0 | 1 | 3 | 3    | 12  | −9  | 1    |                   |

| ماليزيا | 0–0   | فيتنام |
| ------- | ----- | ------ |
|         | تقرير |        |

| لاوس                            | 2–2   | ميانمار             |
| ------------------------------- | ----- | ------------------- |
| Khochalern 10' · Sitthideth 52' | تقرير | Ye Ko Oo 78'، 90+3' |

| ميانمار | 0–2   | كوريا الشمالية                            |
| ------- | ----- | ----------------------------------------- |
|         | تقرير | Ju Jong-Chol 57' · يي وين أونغ 77' (ه.ذ.) |

| لاوس         | 1–4   | ماليزيا                                                    |
| ------------ | ----- | ---------------------------------------------------------- |
| Syphasay 18' | تقرير | Akmal 30'، 55' · Nazirul 77' (ركلة.) · Shahrul 79' (ركلة.) |

| كوريا الشمالية                 | 2–0   | لاوس |
| ------------------------------ | ----- | ---- |
| جو كوانغ 5' · Jang Ok-Chol 10' | تقرير |      |

| فيتنام                                    | 2–2   | ميانمار                    |
| ----------------------------------------- | ----- | -------------------------- |
| Nguyễn Thanh Hiển 4' (ركلة.)، 83' (ركلة.) | تقرير | Oo 8' (ركلة.)، 20' (ركلة.) |

| ماليزيا                | 1–4   | كوريا الشمالية                                |
| ---------------------- | ----- | --------------------------------------------- |
| Kamaruddin 24' (ركلة.) | تقرير | Pak Song-Il 17'، 83'، 88' · Kang Nam-Gwon 58' |

| فيتنام                                                                               | 4–0                | لاوس |
| ------------------------------------------------------------------------------------ | ------------------ | ---- |
| Nguyễn Thanh Hiển 38' (ركلة.) · نغوين شوان نام 43'، 90+1' (ركلة.) · Đỗ Hùng Dũng 64' | تقرير[وصلة مكسورة] |      |

| ميانمار | 0–0   | ماليزيا |
| ------- | ----- | ------- |
|         | تقرير |         |

| كوريا الشمالية                         | 2–2   | فيتنام                              |
| -------------------------------------- | ----- | ----------------------------------- |
| So Jong-Hyok 31' · Kwon Chung-Hyok 59' | تقرير | Hồ Sỹ Sâm 36' · Phan Đình Thắng 52' |

### المجموعة ص
| م | الفريق    | لعب | ف | ت | خ | أ.له | أ.ع | أ.ف | نقاط | التأهل            |
| - | --------- | --- | - | - | - | ---- | --- | --- | ---- | ----------------- |
| 1 | أستراليا  | 4   | 4 | 0 | 0 | 20   | 1   | +19 | 12   | المسابقة النهائية |
| 2 | الصين     | 4   | 2 | 1 | 1 | 16   | 3   | +13 | 7    | المسابقة النهائية |
| 3 | إندونيسيا | 4   | 2 | 1 | 1 | 7    | 4   | +3  | 7    |                   |
| 4 | سنغافورة  | 4   | 0 | 1 | 3 | 0    | 15  | −15 | 1    |                   |
| 5 | ماكاو     | 4   | 0 | 1 | 3 | 0    | 20  | −20 | 1    |                   |

| إندونيسيا | 0–0   | الصين |
| --------- | ----- | ----- |
|           | تقرير |       |

| ماكاو | 0–0                | سنغافورة |
| ----- | ------------------ | -------- |
|       | تقرير[وصلة مكسورة] |          |

| سنغافورة | 0–1   | أستراليا      |
| -------- | ----- | ------------- |
|          | تقرير | ريسي كيرا 51' |

| ماكاو | 0–3   | إندونيسيا                                |
| ----- | ----- | ---------------------------------------- |
|       | تقرير | نوفيري سيتايوان 47' · Lestaluhu 63'، 78' |

| أستراليا | 12–0  | ماكاو |
| --- | ----- | ----- |
| Donachie 5' · Proia 9' (ركلة.)، 31'، 53'، 69' · جيسي ماكاروناس 14' (ركلة.)، 36' · باولو ريتر 34' · كوري براون 45+1' · آدم تاغارت 60'، 90' · Geria 66' | تقرير |       |

| الصين | 11–0  | سنغافورة |
| --- | ----- | -------- |
| وانغ شانغيوان 8'، 75' · وو كسيغان 23'، 33'، 45+1' (ركلة.)، 49' · Chen Zhongliu 39' · ليو بين بين 50' · تشن هاو 57' · كي تيانيو 65' (ركلة.) · Zhuang Jiajie 71' | تقرير |          |

| الصين                                                                           | 5–0   | ماكاو |
| ------------------------------------------------------------------------------- | ----- | ----- |
| وانغ شانغيوان 8'، 31' (ركلة.) · Chen Zhongliu 11' · لين شوانغي 60' · جين بو 70' | تقرير |       |

| إندونيسيا             | 1–4   | أستراليا                                              |
| --------------------- | ----- | ----------------------------------------------------- |
| Lastaluhu 76' (ركلة.) | تقرير | جايمي ماكلارين 4'، 9' (ركلة.)، 65' · تيري أنتونيس 40' |

| سنغافورة | 0–3   | إندونيسيا                                                |
| -------- | ----- | -------------------------------------------------------- |
|          | تقرير | نوفيري سيتايوان 10' · أنتوني نوغروهو 41' · Lestaluhu 51' |

| أستراليا                                          | 3–0                | الصين |
| ------------------------------------------------- | ------------------ | ----- |
| جايمي ماكلارين 39' · آدم تاغارت 50' · Wooding 63' | تقرير[وصلة مكسورة] |       |

## المتأهلون عن المركز الثالث
عند الانتهاء من المرحلة الأولى، تم إجراء مقارنة بين الفرق صاحبة المركز الثالث من منطقتي الغرب والشرق بتحديد هوية الفريقين المتأهلين للبطولة. وقد تأهل أفضل فريق صاحب مركز ثالث من منطقة الغرب (المجموعة 1 إلى 4) وأفضل فريق صاحب مركز ثالث من منطقة الشرق (المجموعة 5 إلى 7) لنهائيات البطولة القارية.

### غرب آسيا
نظرا لعدد الفرق المختلف لكل مجموعة، بعد انسحاب كل من أفغانستان ونيبال لن يتم احتساب نتائج الفريق صاحب المركز الثالث ضد صاحب المركز السادس في المباريات بينهما. ولذلك، من أجل ضمان المساواة عند مقارنة فرق الوصافة من جميع المجموعات، سيتم مقارنة جميع الفرق عبر عدد مماثل من المباريات.
| فريق   | نقاط | فرق | عليه | له | خ | ت | ف | لعب |
| ------ | ---- | --- | ---- | -- | - | - | - | --- |
| الأردن | 7    | 5+  | 2    | 7  | 1 | 1 | 2 | 4   |
| عمان   | 6    | 2−  | 8    | 6  | 2 | 0 | 2 | 4   |
| لبنان  | 6    | 5−  | 8    | 3  | 2 | 0 | 2 | 4   |
| الهند  | 3    | 3−  | 8    | 5  | 3 | 0 | 1 | 4   |

### شرق آسيا
| فريق      | نقاط | فرق | عليه | له | خ | ت | ف | لعب |
| --------- | ---- | --- | ---- | -- | - | - | - | --- |
| اليابان   | 7    | 30+ | 1    | 31 | 1 | 1 | 2 | 4   |
| إندونيسيا | 7    | 3+  | 4    | 7  | 1 | 1 | 2 | 4   |
| ماليزيا   | 5    | 0   | 5    | 5  | 1 | 2 | 1 | 4   |

## المتأهلين
| - أستراليا - الصين - إيران - العراق | - اليابان - الأردن - الكويت - كوريا الشمالية | - قطر - السعودية - كوريا الجنوبية - سوريا | - تايلاند - الإمارات العربية المتحدة - أوزبكستان - فيتنام |